# Moerasgas

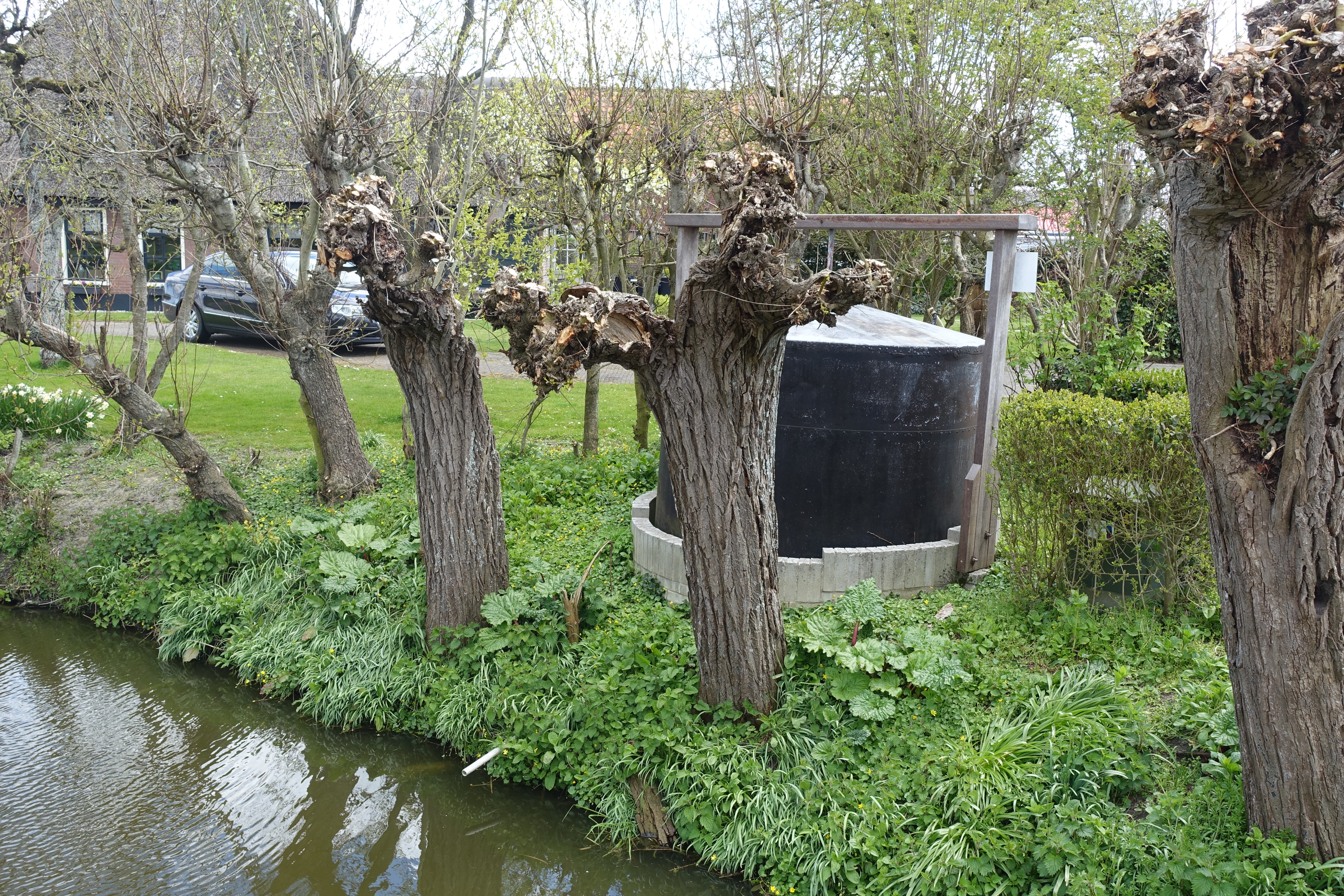
Installatie voor de winning van moerasgas te Wognum in Noord-Holland

Moerasgas of brongas is de benaming voor gas dat ontstaat als gevolg van zuurstofloze bacteriële afbraak van organisch materiaal, onder andere in moerasbodems. Dit biogas bestaat voornamelijk uit methaan. Het kan fungeren als energiebron.

## Spontaan vrijkomen
Moerasgas kan spontaan vrijkomen, meestal in kleine hoeveelheden. Het uit waterbodems opborrelend gas is goed zichtbaar als het zich onder natuurijs ophoopt en een witte vlek onder het ijs ontstaat. Wanneer er veel gas opborrelt, blijft het ijs ter plaatse open. Men noemt zo'n plek een gaswel.

## Winning
Het gas werd vroeger in delen van West-Nederland op veel plaatsen kleinschalig gewonnen. Daartoe werd een eenvoudige boorput geslagen om een gaswel te verkrijgen. Op de gaswel werd een reservoir geplaatst om het gas op te vangen. Zo'n brongasinstallatie leverde meestal voldoende brongas op voor een huishouden om dagelijks op te koken. Brongas is afkomstig uit organisch materiaal in geologisch relatief jonge lagen, waarbij afsluitende sedimentlagen, zoals klei, voorkomen dat het gas spontaan vrij komt. Deze kleinschalige winning van brongas voor eigen gebruik is vanaf het midden van de twintigste eeuw geleidelijk afgenomen.

## Biogas
Biogas, dat in vuilstortplaatsen ontstaat en ook wel 'stortgas' wordt genoemd, is een variant van natuurlijk brongas.